# Faith (Dakota Południowa)
Faith – miasto w Stanach Zjednoczonych, w stanie Dakota Południowa, w hrabstwie Meade.